# Taylor (Wisconsin)
Taylor és una població dels Estats Units a l'estat de Wisconsin. Segons el cens del 2000 tenia 513 habitants.

## Demografia
Segons el cens del 2000, Taylor tenia 513 habitants, 209 habitatges, i 137 famílies. La densitat de població era de 271,3 habitants per km².
Dels 209 habitatges en un 33,5% hi vivien nens de menys de 18 anys, en un 45,5% hi vivien parelles casades, en un 13,9% dones solteres, i en un 34% no eren unitats familiars. En el 29,7% dels habitatges hi vivien persones soles el 13,9% de les quals corresponia a persones de 65 anys o més que vivien soles. El nombre mitjà de persones vivint en cada habitatge era de 2,45 i el nombre mitjà de persones que vivien en cada família era de 2,91.
Per edats la població es repartia de la següent manera: un 29,8% tenia menys de 18 anys, un 9% entre 18 i 24, un 25,3% entre 25 i 44, un 21,8% de 45 a 60 i un 14% 65 anys o més.
L'edat mediana era de 36 anys. Per cada 100 dones de 18 o més anys hi havia 98,9 homes.
La renda mediana per habitatge era de 25.833 $ i la renda mediana per família de 28.958 $. Els homes tenien una renda mediana de 23.250 $ mentre que les dones 17.961 $. La renda per capita de la població era d'11.091 $. Aproximadament el 20,5% de les famílies i el 20,5% de la població estaven per davall del llindar de pobresa.

## Poblacions més properes
El següent diagrama mostra les poblacions més properes.